# 即使悠游在愛裡疲憊不堪／Boy
《即使悠遊在愛裡疲憊不堪 / Boy》（日语：/），是日本摇滚樂團ZARD的第11張單曲。1994年2月2日發行。

## 簡介
這是ZARD的第一張雙A面單曲，不過由於當年雙A面單曲比較罕見，因此在不少排行榜上都只列出《即使悠遊在愛裡疲憊不堪》作為標題。一直到2005年發行的《繁星的光芒呀／宛如等待夏日的風帆》，ZARD再也沒有發行雙A面單曲。
發行首週空降Oricon公信榜冠軍，讓ZARD首次達成連續兩張單曲登上榜首的紀錄。最終銷量超過88萬張，是ZARD銷量第4高的單曲，僅次於三張百萬單曲，包括《別認輸》、《搖擺的想念》和《MY FRIEND》。
單曲封面和MV在日本青年館拍攝。在宣傳的時候，只有公開了MV製作的花絮影片，直到她過世之後，她演唱這首歌曲的完整MV才正式被公開。

## 收錄曲
1. 即使悠遊在愛裡疲憊不堪（この愛に泳ぎ疲れても）
作詞：坂井泉水
作曲：織田哲郎
編曲：明石昌夫
  - 被用作關西電視台和富士電視台電視劇《愛と疑惑のサスペンス》的片頭曲。（被列印在唱片封面）
  - 先以鋼琴部份作為前奏。在第1次副歌結束之後，便馬上從F小調升至升F小調並加快節奏。
2. Boy
作詞：坂井泉水
作曲：栗林誠一郎
編曲：明石昌夫
  - 被用作讀賣電視台製作電影《夏の庭 The Friends》的片尾曲。
  - 改編自栗林誠一郎在1989年的作品《Girl 今でも》。此作的歌詞與原版歌詞幾乎完全不同。
  - ZARD一向以「用其中一段副歌歌詞作為歌名」的手法著稱。但此作成為她所有單曲A面歌曲中，唯一一首沒有使用這做法的歌曲。
  - 雖然作為A面歌曲，但沒有被收錄到《OH MY LOVE》等任何原創專輯當中，直到精選專輯《ZARD BLEND II 〜LEAF&SNOW〜》才初次被收錄。
3. 即使悠遊在愛裡疲憊不堪（Original Karaoke）
作詞：坂井泉水
作曲：織田哲郎
編曲：明石昌夫
4. Boy（Original Karaoke）
作詞：坂井泉水
作曲：栗林誠一郎
編曲：明石昌夫